# David Copperfield
David Copperfield ou The Personal History, Adventures, Experience and Observation of David Copperfield the Younger of Blunderstone Rookery (which he never meant to publish on any account) é um romance de Charles Dickens. A exemplo de vários trabalhos da época, inicialmente foi publicado em capítulos, tendo sido publicado como livro em 1850.
Muitos elementos descritos no livro se parecem com eventos da vida de Dickens, o que leva os estudiosos a considerarem-na a mais autobiográfica de suas obras. No prefácio da edição de 1867, Charles Dickens escreveu "… like many fond parents, I have in my heart of hearts a favourite child. And his name is David Copperfield". Em tradução livre, "... como muitos pais amorosos, eu tenho, no fundo, no fundo, um filho favorito. E seu nome é David Copperfield".

## Enredo
A história narra o trajeto de David Copperfield da infância à maturidade. David nasceu na Inglaterra em 1820; seu pai havia morrido 6 meses antes de seu nascimento, e sete anos após, sua mãe se casar com Mr. Edward Murdstone. David não simpatiza com o padrasto, nem com a irmã dele, Jane, que passa a morar em sua casa. Mr. Murdstone espanca David pelas dificuldades nos estudos, e David, num desses espancamentos, morde-o, sendo mandado para um colégio interno, Salem House, sob os cuidados do cruel mestre Mr. Creakle. Ali, David faz amizade com James Steerforth e Tommy Traddles, os quais posteriormente voltará a encontrar.
David retorna a casa nas férias e encontra a mãe, que tivera um bebê, mas após voltar à escola, a mãe e o irmão morrem, e David retorna imediatamente para casa. Mr. Murdstone o manda para trabalhar em uma fábrica em Londres, da qual Murdstone é um dos proprietários. Seu chefe, Mr. Wilkins Micawber, é mandado para a prisão dos devedores King's Bench Prison, após a falência da fábrica, e passam-se muitos meses até sua liberdade, quando então se muda para Plymouth; enquanto isso, como David não tinha ninguém para cuidar dele em Londres, decide seguir caminho.
Ele anda todo o caminho de Londres a Dover, para encontrar seu único parente, sua tia Miss Betsey. A excêntrica Betsey Trotwood aceita cuidar dele, apesar de frequentemente Mr. Murdstone visitá-la tentando conseguir a custódia de David. A tia o renomeia como 'Trotwood Copperfield', encurtado depois para "Trot", e pelo resto da história ele é chamado por um nome ou outro, dependendo de a pessoa ser uma velha conhecida ou tê-lo conhecido recentemente.

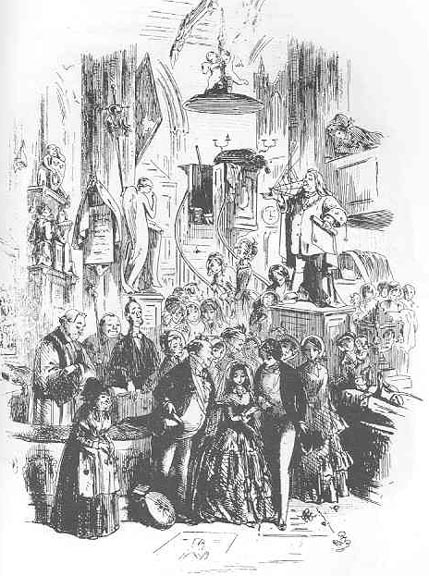
O primeiro casamento de David em uma ilustração original de Phiz, em 1850.

A história narra a passagem de David para a vida adulta, e seu envolvimento com as pessoas que encontra, levando-o a rever sua vida. Uma dessas pessoas era Peggotty, a fiel ex-caseira de sua mãe, sua família e a sobrinha órfã Little Emily, que vive com eles e encanta o jovem David. O romântico e independente amigo de David, Steerforth, seduz e desonra Emily, desencadeando a maior tragédia do romance, e a filha de seu chefe, a angelical Agnes Wickfield, torna-se sua confidente. Dois personagens próximos de David são o eterno devedor Mr Wilkins Micawber, e o fraudulento Uriah Heep, cujos deslizes são eventualmente descobertos por Micawber. Micawber é retratado como um personagem simpático, apesar de o autor deplorar sua inabilidade financeira, e, como ocorrera na realidade com o pai de Dickens, é aprisionado por suas insolvências.
Uma das características de Dickens é fazer descrições rápidas sobre o destino de suas personagens; Dan Peggotty leva Little Emily para uma nova vida na Austrália; acompanhando-os estão Mrs. Gummidge e os Micawbers; em busca de segurança, todos encontram felicidade na sua nova vida. David inicialmente casa com a bela, mas ingênua Dora Spenlow, mas ela morre após um aborto. David, finalmente, casa com a sensível Agnes, que secretamente o amava e descobre a felicidade. Eles têm muitos filhos, incluindo uma filha chamada Betsey Trotwood.

## Personagens deDavid Copperfield

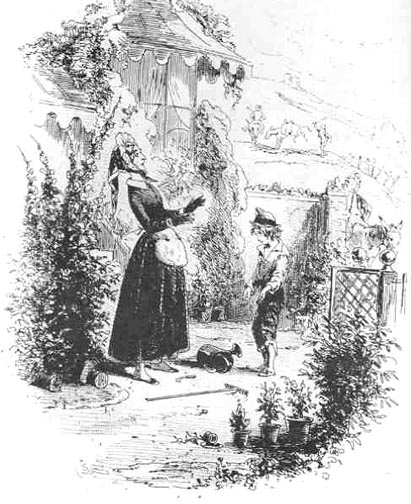
Betsey Trotwood num original de Phiz, de 1850.

- David Copperfield – um otimista, diligente e perseverante personagem. Posteriormente ele é chamado "Trotwood Copperfield" por alguns ("David Copperfield" é também o nome do herói de seu pai, que morreu antes de David), mas tem muitos apelidos: James Steerforth o apelida de "Daisy", Dora o chama "Doady", e sua tia (Betsey Trotwood) se refere a ele como "Trot" (de "Trotwood Copperfield").
- Clara Copperfield – mãe de David, descrita como inocente e pueril, morre enquanto David está em Salem House, juntamente com seu bebê.
- Clara Peggotty – a fiel caseira dos Copperfield e longa companheira de David (viveu um tempo como Mrs. Barkis, após seu casamento com Mr. Barkis). Herdou 3 mil libras – uma grande quantia no século – quando Mr. Barkis morreu. Após a morte dele, passou a servir Betsey Trotwood.
- Betsey Trotwood – a excêntrica e temperamental tia de David, que passou a ser sua guardiã. Ela está presente na noite do nascimento de David.
- Mr. Chillip  – o médico que assiste o nascimento de David.
- Mr. Barkis – um reservado carroceiro que declara sua intenção de casar com Peggotty.  Ele diz para David: "Tell her, 'Barkis is willin'!' Just so".[4] Ele é um tanto mesquinho, e esconde sua surpreendente fortuna em uma caixa onde está escrito "Roupas Velhas". Ele deixa para a esposa a então grande soma de 3 mil libras, quando morre, dez anos depois.
- Edward Murdstone – o cruel padrasto de David, que após a morte da esposa, o manda para trabalhar na fábrica. Após David sair pelo mundo, aparece na casa de Betsey Trotwood.
- Wilkins Micawber – um homem gentil que faz amizade com David. Ele sofre dificuldades financeiras e gasta seu tempo em prisões de devedores. Posteriormente emigra para Austrália. Seu personagem é baseado em John Dickens, pai de Charles Dickens.

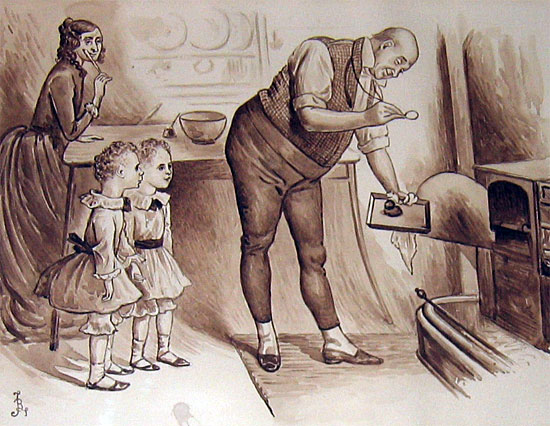
Micawber em ilustração de Fred Barnard.

- Jane Murdstone – a igualmente cruel irmã de Mr. Murdstone, que muda para a casa de David quando o irmão casa com Clara Copperfield. Ela é amiga confidente da primeira esposa de David, Dora Spenlow, e a encorajadora de muitos dos problemas surgidos entre David e o pai de Dora, Mr. Spenlow.
- Daniel Peggotty – o irmão de Peggotty, um humilde, mas generoso pescador de Yarmouth que cria seus sobrinhos órfãos Ham e Emily. Após a partida de Emily, ele sai pelo mundo a procurá-la, e a encontra em Londres, após o que eles migram para a Austrália.
- Emily (Little Emily) – uma sobrinha de Mr. Peggotty, amiga e amor de infância de David. Ela troca seu primo e noivo Ham por Steerforth, mas vai embora de casa após Steerforth abandoná-la. Posteriormente, ela emigra para a Austrália com Mr. Peggotty após ser resgatada por ele de um bordel em Londres.
- Ham Peggotty – o bondoso sobrinho de Mr. Peggotty e noivo de Emily, antes de ela ser levada por Steerforth. Posteriormente, morre ao tentar resgatar um marinheiro de um navio naufragando, que ele acredita ser Steerforth.
- Mrs. Gummidge – a viúva do sócio de Daniel Peggotty no barco. Ela também emigra para a Austrália com a família de Dan Peggotty.
- Martha Endell – uma jovem de má reputação que ajuda Daniel Peggotty a procurar sua sobrinha em Londres. Ela trabalha como prostituta.
- Mr. Creakle – o cruel mestre do jovem David, que é assistido por Tungay. Mr. Creakle é amigo de Mr. Murdstone.
- James Steerforth – amigo íntimo de David, romântico e charmoso; conhece David em Salem House. Acaba mostrando sua deficiência de caráter ao seduzir e abandonar Little Emily.

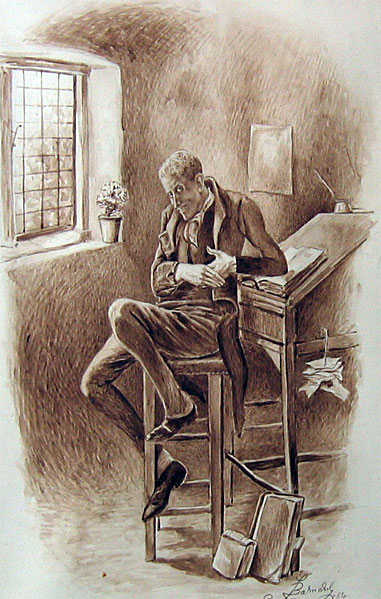
Uriah Heep em ilustração de Fred Barnard, de 1870.

- Tommy Traddles – amigo de David, de Salem House. Tommy trabalha pesado, mediante dificuldades financeiras.
- Mr. Dick (Richard Babley) – um alienado, pueril e amável senhor, que vive com Betsey Trotwood.
- Dr. Strong – o mestre de David na escola de Canterbury, que o visita várias vezes.
- Anne Strong – a jovem esposa do Dr. Strong.
- Jack Maldon – um primo e amor de infância de Anne Strong, que continua a ter afeição por ela e tenta seduzi-la.
- Mr. Wickfield – o pai de Agnes Wickfield e advogado de Betsey Trotwood, que tem problemas com alcoolismo.
- Agnes Wickfield – a filha madura e sensata de Mr. Wickfield, que tem amizade por David desde a infância. Posteriormente se torna esposa de David e mãe de seus 3 filhos.
- Uriah Heep – o perverso sócio de Mr. Wickfield, que é descoberto e preso.
- Mrs. Steerforth – a mãe de James Steerforth.
- Miss Dartle – a mulher que vive com Mrs. Steerforth, e tem um amor secreto por James Steerforth.
- Mr. Spenlow – o chefe de David no escritório Spenlow e Jorkins, que morre de ataque cardíaco enquanto dirige a carruagem.
- Dora Spenlow – a adorável, mas infantil filha de Mr. Spenlow que se torna a 1ª esposa de David e apresenta muitas similaridades com a mãe de David.
- Mr.Sharp – o diretor de Salem House.
- Mr.Mell – um homem alto e magro, também de Salem House.

## Comparação entre as vidas do autor e do personagem David
Se Dickens colocou muito de sua experiência de vida neste livro, existem também muitas divergências entre as vidas de Dickens e David. Enquanto Dickens nasce em Portsmouth, na costa sul da Inglaterra, David nasce em Blundestone, na costa leste do país. David é filho único, já que seu irmão morre pouco depois de nascer. Já Dickens foi o segundo de oito filhos. Quando David nasce, seu pai já havia morrido. Já Dickens conheceu bem o pai. Tão bem que seu personagem Micawber é inspirado nele: tanto o pai de Dickens como Micawber vão parar na prisão por causa de dívidas.
Enquanto o pai cumpria sua pena, Dickens, então com doze anos, foi mandado para trabalhar numa fábrica, colando rótulos em frascos de graxa de sapatos. O trabalho infantil na Inglaterra da época era comum, como era comum ter pessoas escravizadas no Brasil. Também David Copperfield, depois que fica órfão, é mandado pelo padrasto malvado para trabalhar numa fábrica de vinhos. Quando o pai de Dickens recebeu uma herança e se livrou da prisão, o filho foi mandado para uma escola cujo diretor cruel gostava de espancar os meninos. Também David sofre nas mãos do Sr. Creakle, da Salem House, a escola onde começa seus estudos. Pelo menos na sua segunda escola, do Dr. Strong, David obtém uma boa educação, chance esta que Dickens não teve em sua vida. Dickens trabalhou como auxiliar num escritório de advocacia e, insatisfeito com o Direito, aprendeu taquigrafia para poder obter um emprego transcrevendo os debates do Parlamento para um jornal. David Copperfield seguiu exatamente o mesmo caminho.
Aos dezessete anos, Dickens se apaixona por Maria Beadnell, filha de um banqueiro, que a envia ao estrangeiro para afastá-la do pretendente. Também Copperfield apaixona-se perdidamente pela filha de seu patrão, só que no livro o desfecho desse amor é bem diferente da vida real do autor. Talvez, ao casar David com Dora, Dickens estivesse especulando sobre como teria sido sua vida se tivesse desposado Maria. Tanto Dickens quanto Copperfield passam uma temporada na Suíça, e ambos acabam bem-sucedidos na carreira literária. Ou seja, muita coisa no livro coincide com a vida de Dickens, mas muita coisa também é inventada.

## Adaptações para cinema, TV e teatro
David Copperfield foi filmado em várias ocasiões:
- 1911, dirigido por Theodore Marston
- 1922, dirigido por A.W. Sandberg
- 1935, dirigido por George Cukor
- 1974, dirigido por Joan Craft
- 1986, dirigido por Barry Letts, BBC 1986/87
- 1999, BBC - 25/26 December 1999
- 2000, dirigido por Peter Medak
- David Copperfield (2006), adaptação para o teatro.
- 2010, em produção.
- As numerosas adaptações para TV incluem a versão de 1966, com Ian McKellen como David, e a versão de 1999, com Daniel Radcliffe (do Harry Potter) como David jovem e Ciaran McMenamin como o David adulto.
- Numa versão posterior, McKellen retorna, dessa vez como o cruel Creakle.
- Há uma versão animada em 1993, onde os personagens são animais. Julian Lennon faz a voz de David (um gato).
- Uma versão estadunidense para TV feita em 2000 apresenta Sally Field, Anthony Andrews, Paul Bettany, Edward Hardwicke, Michael Richards e Nigel Davenport, Hugh Dancy e Max Dolbey.
- Foi transformado em musical em 1981 (Copperfield).

## Publicação original
O mais apreciado romance de Charles Dickens, David Copperfield foi publicado em 19 meses, em forma de série, a exemplo de outras publicações da época, na seguinte distribuição:

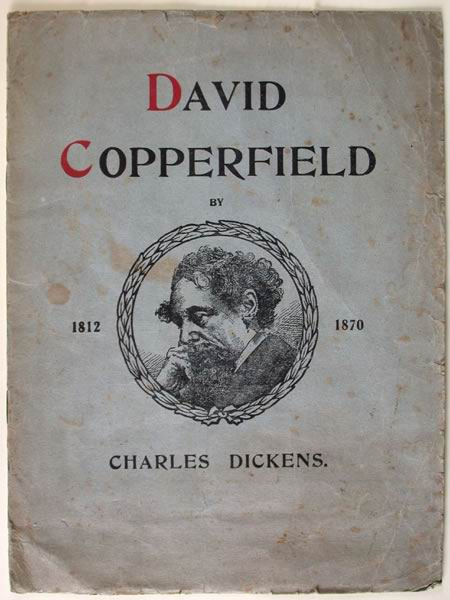
Capa de uma antiga edição de David Copperfield

| Número | Data           | Capítulo |
| ------ | -------------- | -------- |
| I      | maio 1849      | 1-3      |
| II     | junho 1849     | 4-6      |
| III    | julho 1849     | 7-9      |
| IV     | agosto 1849    | 10-12    |
| V      | setembro 1849  | 13-15    |
| VI     | outubro 1849   | 16-18    |
| VII    | novembro 1849  | 19-21    |
| VIII   | dezembro 1849  | 22-24    |
| IX     | janeiro 1850   | 25-27    |
| X      | fevereiro 1850 | 28-31    |
| XI     | março 1850     | 32-34    |
| XII    | abril 1850     | 35-37    |
| XIII   | maio 1850      | 38-40    |
| XIV    | junho 1850     | 41-43    |
| XV     | julho 1850     | 44-46    |
| XVI    | agosto 1850    | 47-50    |
| XVII   | setembro 1850  | 51-53    |
| XVIII  | outubro 1850   | 54-57    |
| XIX-XX | novembro 1850  | 58-64    |

## Publicações
- 1850, UK, Bradbury & Evans ?, Publicado em 1º Maio de  1849 e 1º November 1850, Série (primeira publicação como série)
- 1850, UK, Bradbury & Evans ?, Publicado em 1850, Hardback (primeira publicação como livro)
- 1981 (Republicação 2003) UK, Oxford University Press ISBN 0-19-812492-9 Hardback, Editado por Nina Burgis, The Clarendon Dickens (considerada a edição definitive dos trabalhos de Dickens), 781 páginas.
- 1990, USA, W W Norton & Co Ltd ISBN 0-393-95828-0, Publicado em 31 de janeiro de 1990, Hardback (Jerome H. Buckley (Editor), Norton Critical Edition – contém anotações, introdução, ensaio crítico, bibliografia e outros materiais).
- 1994, UK, Penguin Books Ltd ISBN 0-14-062026-5, Publicado em 24 de fevereiro de 1994, Paperback
- 1999, UK, Oxford Paperbacks ISBN 0-19-283578-5, Publicado em 11 de fevereiro 1999, Paperback

## Cultura popular
Os personagens de David Copperfield, muitas vezes, inspiraram o nome de personagens famosos, tais como o ilusionista David Copperfield e a banda hard rock Uriah Heep.